# Saskatoon

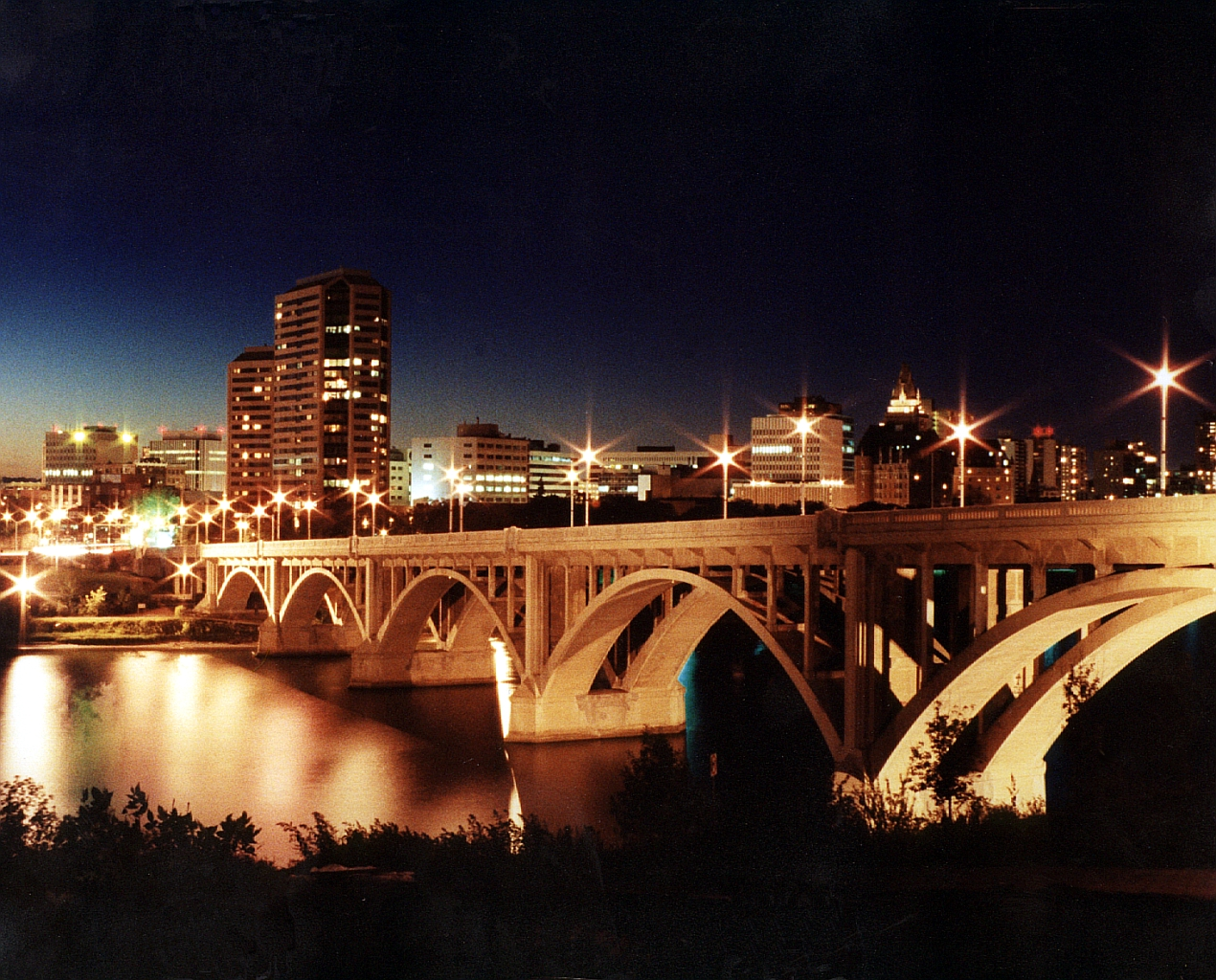
Vista nocturna de Saskatoon

Saskatoon es una ciudad ubicada en la parte central de la provincia de Saskatchewan, Canadá, en el río Saskatchewan del Sur. Saskatoon es la ciudad más poblada en la provincia de Saskatchewan, y lo ha sido desde que, a mediados de los años 1980 sobrepasó a la capital provincial, Regina. El gentilicio en inglés para los habitantes de Saskatoon es Saskatonians. Es la principal ciudad del área Metropolitana de Saskatoon.
Conocida como "Hub City" y como la "City of Bridges" por sus nueve puentes que cruzan el río, el nombre de la ciudad procede de la palabra en lengua “Cree” del oeste, misāskwatōmin que corresponde al fruto Juneberry o saskatoon berry (un fruto de una especie de guillomo). Por mucho tiempo el alias de Saskatoon fue el de "Hub City", aunque el nombre se abrevia normalmente como "S'toon". Después del estreno de la película ¿Quién engañó a Roger Rabbit? en 1988, la ciudad pasó a conocerse popularmente como "'Toontown" (ciudad de dibujos animados), de acuerdo con una ubicación llamada de esta forma en la película, a pesar de que el alias "'Toontown" ya se utilizaba en Saskatoon antes del estreno de la película.

## Historia
El primer establecimiento permanente de Saskatoon tuvo lugar en 1883 cuando los metodistas de Toronto, deseando huir del comercio de licor en esa ciudad, decidieron establecer una comunidad "seca" en la región de la Pradera en rápido crecimiento. Su organización, la Sociedad de Colonización para la Templanza, examinó inicialmente esta área en 1882 y consideró que sería una excelente ubicación para fundar su comunidad basada en la Liga para la Templanza. Los colonos, dirigidos por John Lake, llegaron al lugar que ahora ocupa Saskatoon viajando en ferrocarril desde Ontario a Moose Jaw, Saskatchewan, y completando el viaje mediante carretas tiradas por caballos (el ferrocarril aún no había sido prolongado hasta Saskatoon). El plan para la Colonia de la Templaza fracasó pronto al no conseguir el grupo adquirir una gran porción de tierras dentro de la comunidad. A pesar de ello, John Lake normalmente se considera el fundador de Saskatoon; una escuela pública, un parque y dos calles llevaron su nombre (Lake Crescent que se abrió en los años 60 y Eastlake Avenue, que inicialmente se llamó Lake Avenue en el primer plano de Saskatoon en 1883 pero que posteriormente cambiaron de nombre por razones desconocidas).
En 1885, varias casas de la 11th Street East fueron utilizadas como hospitales militares durante la rebelión del Noroeste. Una casa, la Residencia Marr, es actualmente un edificio histórico dirigido por la Meewasin Valley Authority. La primera escuela, la Escuela Victoria inició sus clases en la esquina de 11th Street y Broadway Avenue en 1888. Esta pequeña escuela, que ahora se llama "Little Stone Schoolhouse", ahora es el campus de la Universidad de Saskatchewan. Los ferrocarriles Qu'Appelle, Long Lake y Saskatchewan llegaron a Saskatoon en 1890 y cruzaron el río Saskatchewan del sur, provocando el crecimiento del desarrollo de la orilla oeste del río. En 1901, la población de Saskatoon alcanzó el puesto 113 y la comunidad en la orilla oeste adoptó el nombre de "Saskatoon", mientras los residentes en la orilla del este adoptaron el nombre de "Nutana". Un tercer núcleo, "Riversdale", también se inició justo al sudoeste de Saskatoon.
Un plazo de la ciudad para el lado oeste del río fue obtenido en 1903 (Nutana llegó a ser un pueblo ese año). En 1906 Saskatoon pasó a ser una ciudad con una población de 4500 habitantes, lo que incluía las comunidades de Saskatoon, Riversdale y Nutana. En 1956, el rápido crecimiento de la comunidad anexionó la vecina ciudad de Sutherland.
Una de las más conocidas referencias de la ciudad es el Delta Bessborough Hotel, que se conoce simplemente como El Bessborough, el Hotel Bessborough, o, más coloquialmente como "The Bess". Construido por el Canadian National Railway, una corporación federal de la corona, como un hotel ferroviario durante la Gran Depresión de los años 1930 como un proyecto generador de puestos de trabajo, el hotel fue diseñado para parecer un castillo bávaro. El hotel fue traspasado por los CNR y ha superado varios cambios en la propiedad, así como la propuesta de su derribo para recuperar la orilla del río. El Bessborough y la Galería de Arte Mendel son actualmente las dos únicas grandes estructuras situadas en la orilla del río de Spadina Crescent. Con el paso de los años, el Bessborough se ha convertido en el mayor símbolo y la realización más reconocible del perfil urbano; una de las vistas más frecuentemente reproducidas de Saskatoon, muestran el hotel enmarcado en uno de los arcos del Broadway Bridge.
El 2 de noviembre de 2005, la Ciudad de Saskatoon anunció que el puente de acero Victoria, inaugurado en 1907 como el primer puente de tráfico de la ciudad y una de las mayores referencias de la ciudad, había sido considerado ruinoso debido a la corrosión y necesitaría o bien ser reconstruido o buen sustituido por completo. El puente permanecerá abierto al tránsito peatonal y ciclista, y los 10 000 automóviles que cruzaban el puente cada día, se ven obligados a desviarse por otros puentes.
Actualmente la ciudad está desarrollando la región del núcleo sur de los terrenos del río. Esta nueva urbanización incluirá la construcción de un Hotel/Spa para el centro de la ciudad, un nuevo teatro, terreno para zonas verdes y un equipamiento permanente para el Mercado de Agricultores de Saskatoon.
En 2011, el censo efectuado a través de Canadá informó que Saskatoon tenía una población de 222 189 habitantes sin contar el área metropolitana.

## Datos demográficos
Composición étnica
- Blancos: 83,9 %
- Primeras Naciones: 9,8 %
- Chinos: 2,0 %
- Otros: 4,3 %

Un número elevado de habitantes de Saskatoon descienden de personas del norte de Europa. Las tres mayores procedencias son la alemana, la escandinava y la ucraniana. Saskatoon y Saskatchewan se cuentan entre las ubicaciones de mayores porcentajes de estas procedencias fuera de Alemania, Escandinavia y Ucrania.
Composición por edades
- 0-14 años: 20,6 %
- 15-64 años: 67,6 %
- 65 años o más: 11,8 %

## Economía
Saskatoon está reconocido mundialmente como uno los más destacados centros de Biotecnología Agrícola. La mayoría de la investigación tiene lugar en el Innovation Place Research Park y en la Universidad de Saskatchewan. La U de S acoge a la Organización de Vacunas y Enfermedades Infecciosas que dirige la investigación sobre el control de enfermedades infecciosas de humanos y animales. A la U de S pertenecen Pharmalytics, Inc., Prairie Swine Centre Inc., Prairie Diagnostic Services, Inc., Saskatchewan Food Industry Development Centre Inc., y el Western Beef Development Centre.
El campus de la U de S alberga la Planta Piloto POS. También acoge la Canadian Light Source, Fuente de Luz Canadiense, una instalación nacional de radiación de sincrotrón que se utiliza para un amplio abanico de investigaciones científicas de la Corporación de la Planta Piloto POS.
La mayor compañía mundial pública en el comercio de uranio, Cameco, y el mayor productor mundial de potasas, PotashCorp, tiene sus oficinas generales en Saskatoon. Cerca de dos tercios de las reservas mundiales explotables de potasas están situadas en la región de Saskatoon. El uranio juegas un importante papel en la economía de Saskatoon, en el que la ciudad acoge la sede principal canadiense de COGEMA la cual es parte de la francesa Areva.
El procesamiento de alimentos es una industria importante de Saskatoon. La ciudad es la sede de Mitchell's Gourmet Foods, que anteriormente era conocido como Intercontinental Packers, que produce la línea de productos Olympic Fine Meats y que es uno de los más grandes procesadores de carne del Canadá, dando empleo a más de 1400 personas. Saskatoon tiene también varias factorías como las de Hitachi Canadian Industries.
En Saskatoon hay varias compañías de los campos de la Tecnología de la Información y telecomunicación, entre ellas SED Systems, MPR Teltech y VCom.
Después del crecimiento explosivo de los años 70 y principios de los 80, en los últimos años 80 el desarrollo de nuevas comunidades produjeron un enlentecimiento y la economía sufrió una caída. Sin embargo, en 2005, Saskatoon se vio de nuevo en una nueva explosión de crecimiento con la construcción, en vías de realización, de cuatro grandes áreas residenciales, más el lanzamiento de varios parques de negocios propuestos y la Blairmore Suburban Development Area, también conocida como el "West Sector", una gran área recientemente anexionada al oeste de la ciudad que se espera acoja siete comunidades residenciales, un parque de negocios, y un "centro suburbano" en los próximos años.

## Clima y geografía
Saskatoon está situada en un gran cinturón de mineral potásico en el medio sur de Saskatchewan y se encuentran en terrenos del parque de Aspen Parkland. La falta de montañas a su alrededor, da a la ciudad una distribución relativamente llana, a pesar de que la ciudad se extiende por unas pocas colinas y unos pocos valles. El punto más bajo de la ciudad es el río, mientras que el punto más alto está compartido por el suburbio de Sutherland y la subdivisión del lado oeste del Confederation Park. Saskatoon, en una sección del oeste al este, muestra una inclinación en la elevación hacia el nivel del mar en dirección al río, y en la orilla este del río, el terreno vuelve a ganar altura hasta los límites de la ciudad, cuando la elevación vuelve a disminuir de nuevo.
Saskatoon está en un medio de pradera seca y experimenta veranos cálidos e inviernos muy crudos. La ciudad tiene cuatro estaciones. Las temperaturas extremas varían de los -40 °C en invierno a los 40 °C en verano. Saskatoon es bastante seco; la precipitación media anual se sitúa en los 347,2mm. Un aspecto positivo de esta baja precipitación es que Saskatoon es una de las ciudades más soleadas de Canadá, con promedios anuales de 2381 horas de sol. Las temperaturas extremas también son más tolerables debido a la baja humedad relativa.
La temperatura más baja registrada en Saskatoon fue de -50 °C en 1893. La temperatura más baja de sensación – combinada con el viento – fue de -61.9 °C.
La temperatura más alta de Saskatoon fue de 41 °C en 1988.
| Parámetros climáticos promedio de Universidad de Saskatchewan (1981–2010) | Parámetros climáticos promedio de Universidad de Saskatchewan (1981–2010) | Parámetros climáticos promedio de Universidad de Saskatchewan (1981–2010) | Parámetros climáticos promedio de Universidad de Saskatchewan (1981–2010) | Parámetros climáticos promedio de Universidad de Saskatchewan (1981–2010) | Parámetros climáticos promedio de Universidad de Saskatchewan (1981–2010) | Parámetros climáticos promedio de Universidad de Saskatchewan (1981–2010) | Parámetros climáticos promedio de Universidad de Saskatchewan (1981–2010) | Parámetros climáticos promedio de Universidad de Saskatchewan (1981–2010) | Parámetros climáticos promedio de Universidad de Saskatchewan (1981–2010) | Parámetros climáticos promedio de Universidad de Saskatchewan (1981–2010) | Parámetros climáticos promedio de Universidad de Saskatchewan (1981–2010) | Parámetros climáticos promedio de Universidad de Saskatchewan (1981–2010) | Parámetros climáticos promedio de Universidad de Saskatchewan (1981–2010) |
| Mes                                                                       | Ene.                                                                      | Feb.                                                                      | Mar.                                                                      | Abr.                                                                      | May.                                                                      | Jun.                                                                      | Jul.                                                                      | Ago.                                                                      | Sep.                                                                      | Oct.                                                                      | Nov.                                                                      | Dic.                                                                      | Anual                                                                     |
| ------------------------------------------------------------------------- | ------------------------------------------------------------------------- | ------------------------------------------------------------------------- | ------------------------------------------------------------------------- | ------------------------------------------------------------------------- | ------------------------------------------------------------------------- | ------------------------------------------------------------------------- | ------------------------------------------------------------------------- | ------------------------------------------------------------------------- | ------------------------------------------------------------------------- | ------------------------------------------------------------------------- | ------------------------------------------------------------------------- | ------------------------------------------------------------------------- | ------------------------------------------------------------------------- |
| Temp. máx. abs. (°C)                                                      | 8.9                                                                       | 12.2                                                                      | 20.0                                                                      | 33.3                                                                      | 36.7                                                                      | 41.0                                                                      | 40.0                                                                      | 39.7                                                                      | 35.6                                                                      | 32.2                                                                      | 20.0                                                                      | 13.3                                                                      | 41.0                                                                      |
| Temp. máx. media (°C)                                                     | -8.8                                                                      | -6.5                                                                      | -0.1                                                                      | 11.5                                                                      | 18.5                                                                      | 22.6                                                                      | 25.7                                                                      | 25.2                                                                      | 18.4                                                                      | 10.3                                                                      | -0.8                                                                      | -7.5                                                                      | 9.0                                                                       |
| Temp. media (°C)                                                          | -13.9                                                                     | -11.4                                                                     | -4.9                                                                      | 5.2                                                                       | 11.8                                                                      | 16.1                                                                      | 19.0                                                                      | 18.2                                                                      | 12.0                                                                      | 4.4                                                                       | -5.2                                                                      | -12.4                                                                     | 3.3                                                                       |
| Temp. mín. media (°C)                                                     | -18.9                                                                     | -16.3                                                                     | -9.7                                                                      | -1.2                                                                      | 5.1                                                                       | 9.6                                                                       | 12.3                                                                      | 11.1                                                                      | 5.5                                                                       | -1.4                                                                      | -9.5                                                                      | -17.1                                                                     | -2.5                                                                      |
| Temp. mín. abs. (°C)                                                      | -46.1                                                                     | -45.0                                                                     | -38.9                                                                     | -27.8                                                                     | -10.0                                                                     | -3.9                                                                      | 0.0                                                                       | -2.8                                                                      | -10.6                                                                     | -25.6                                                                     | -33.9                                                                     | -42.2                                                                     | -46.1                                                                     |
| Precipitación total (mm)                                                  | 14.6                                                                      | 9.1                                                                       | 14.5                                                                      | 21.8                                                                      | 36.5                                                                      | 63.6                                                                      | 53.8                                                                      | 44.4                                                                      | 38.1                                                                      | 18.8                                                                      | 12.4                                                                      | 12.8                                                                      | 340.4                                                                     |
| Nevadas (cm)                                                              | 14.2                                                                      | 8.9                                                                       | 12.1                                                                      | 5.6                                                                       | 2.1                                                                       | 0.0                                                                       | 0.0                                                                       | 0.0                                                                       | 1.3                                                                       | 9.1                                                                       | 11.3                                                                      | 11.9                                                                      | 76.6                                                                      |
| Días de lluvias (≥ 0.2 mm)                                                | 0.5                                                                       | 0.2                                                                       | 1.9                                                                       | 5.7                                                                       | 9.5                                                                       | 12.2                                                                      | 10.5                                                                      | 9.5                                                                       | 8.8                                                                       | 5.3                                                                       | 1.1                                                                       | 0.4                                                                       | 65.5                                                                      |
| Días de nevadas (≥ 0.2 cm)                                                | 9.1                                                                       | 7.1                                                                       | 6.9                                                                       | 2.6                                                                       | 0.5                                                                       | 0.0                                                                       | 0.0                                                                       | 0.0                                                                       | 0.3                                                                       | 2.9                                                                       | 6.2                                                                       | 9.3                                                                       | 44.9                                                                      |
| Horas de sol                                                              | 106.2                                                                     | 131.1                                                                     | 173.1                                                                     | 222.0                                                                     | 263.0                                                                     | 266.8                                                                     | 308.8                                                                     | 269.6                                                                     | 192.5                                                                     | 157.0                                                                     | 91.3                                                                      | 86.5                                                                      | 2267.8                                                                    |
| Fuente: Environment Canada                                                |                                                                           |                                                                           |                                                                           |                                                                           |                                                                           |                                                                           |                                                                           |                                                                           |                                                                           |                                                                           |                                                                           |                                                                           |                                                                           |

| Parámetros climáticos promedio de Aeropuerto Internacional de Saskatoon-John G. Diefenbaker (1981–2010) | Parámetros climáticos promedio de Aeropuerto Internacional de Saskatoon-John G. Diefenbaker (1981–2010) | Parámetros climáticos promedio de Aeropuerto Internacional de Saskatoon-John G. Diefenbaker (1981–2010) | Parámetros climáticos promedio de Aeropuerto Internacional de Saskatoon-John G. Diefenbaker (1981–2010) | Parámetros climáticos promedio de Aeropuerto Internacional de Saskatoon-John G. Diefenbaker (1981–2010) | Parámetros climáticos promedio de Aeropuerto Internacional de Saskatoon-John G. Diefenbaker (1981–2010) | Parámetros climáticos promedio de Aeropuerto Internacional de Saskatoon-John G. Diefenbaker (1981–2010) | Parámetros climáticos promedio de Aeropuerto Internacional de Saskatoon-John G. Diefenbaker (1981–2010) | Parámetros climáticos promedio de Aeropuerto Internacional de Saskatoon-John G. Diefenbaker (1981–2010) | Parámetros climáticos promedio de Aeropuerto Internacional de Saskatoon-John G. Diefenbaker (1981–2010) | Parámetros climáticos promedio de Aeropuerto Internacional de Saskatoon-John G. Diefenbaker (1981–2010) | Parámetros climáticos promedio de Aeropuerto Internacional de Saskatoon-John G. Diefenbaker (1981–2010) | Parámetros climáticos promedio de Aeropuerto Internacional de Saskatoon-John G. Diefenbaker (1981–2010) | Parámetros climáticos promedio de Aeropuerto Internacional de Saskatoon-John G. Diefenbaker (1981–2010) |
| Mes | Ene. | Feb. | Mar. | Abr. | May. | Jun. | Jul. | Ago. | Sep. | Oct. | Nov. | Dic. | Anual                                                                                                   |
| --- | --- | --- | --- | --- | --- | --- | --- | --- | --- | --- | --- | --- | --- |
| Temp. máx. abs. (°C)                                                                                    | 10.0 | 12.8 | 22.8 | 33.3 | 37.2 | 40.6 | 40.5 | 38.6 | 35.3 | 32.2 | 21.7 | 14.4 | 40.6 |
| Temp. máx. media (°C)                                                                                   | -10.1                                                                                                   | -7.2 | -0.3 | 11.2 | 18.2 | 22.4 | 25.3 | 24.9 | 18.3 | 10.2 | -1.2 | -8.0 | 8.6 |
| Temp. media (°C)                                                                                        | -15.5                                                                                                   | -12.5                                                                                                   | -5.4 | 4.7 | 11.2 | 15.8 | 18.5 | 17.6 | 11.4 | 4.0 | -6.0 | -13.2                                                                                                   | 2.6 |
| Temp. mín. media (°C)                                                                                   | -20.7                                                                                                   | -17.8                                                                                                   | -10.5                                                                                                   | -1.9 | 4.1 | 9.2 | 11.6 | 10.3 | 4.5 | -2.3 | -10.7                                                                                                   | -18.3                                                                                                   | -3.5 |
| Temp. mín. abs. (°C)                                                                                    | -48.9                                                                                                   | -50.0                                                                                                   | -43.3                                                                                                   | -28.3                                                                                                   | -12.8                                                                                                   | -3.3 | -0.6 | -2.8 | -11.1                                                                                                   | -25.6                                                                                                   | -39.4                                                                                                   | -43.9                                                                                                   | -50.0                                                                                                   |
| Precipitación total (mm)                                                                                | 14.8 | 8.8 | 15.6 | 22.7 | 43.0 | 65.8 | 60.3 | 42.6 | 35.4 | 18.8 | 13.0 | 12.9 | 353.7                                                                                                   |
| Lluvias (mm)                                                                                            | 0.9 | 0.6 | 3.3 | 15.5 | 40.2 | 65.8 | 60.3 | 42.6 | 34.1 | 10.6 | 1.7 | 1.1 | 276.7                                                                                                   |
| Nevadas (cm)                                                                                            | 17.5 | 10.2 | 14.6 | 8.0 | 2.3 | 0.0 | 0.0 | 0.0 | 1.2 | 8.3 | 13.4 | 15.9 | 91.3 |
| Días de precipitaciones (≥ 0.2 mm)                                                                      | 10.3 | 7.1 | 8.2 | 8.3 | 9.5 | 12.1 | 11.2 | 9.4 | 8.4 | 7.4 | 8.0 | 9.7 | 109.7                                                                                                   |
| Días de lluvias (≥ 0.2 mm)                                                                              | 0.74 | 0.56 | 1.9 | 5.9 | 9.2 | 12.1 | 11.2 | 9.4 | 8.1 | 5.3 | 1.3 | 1.0 | 66.7 |
| Días de nevadas (≥ 0.2 cm)                                                                              | 11.7 | 8.4 | 8.0 | 3.7 | 0.78 | 0.0 | 0.0 | 0.0 | 0.56 | 3.0 | 8.5 | 10.9 | 55.4 |
| Humedad relativa (%)                                                                                    | 73.7 | 73.8 | 68.4 | 47.0 | 42.3 | 48.9 | 50.6 | 47.0 | 48.0 | 53.6 | 69.5 | 73.7 | 58.0 |
| Fuente: Environment Canada                                                                              | | | | | | | | | | | | | |

## Transporte y comunicaciones

### Carreteras y puentes
Saskatoon está situada en la Autovía Yellowhead también conocida como Saskatchewan Provincial Highway 16, que conecta Saskatchewan, Manitoba, Alberta y la Columbia Británica. Las autovías provinciales #5, #7, #11, #12, #14, #41 y #219 llegan a Saskatoon. La Autovía provincial #60, que confluye con la carretera 7 al oeste de Saskatoon, va hacia el sur hasta el cercano Pike Lake Provincial Park.
Los siguientes puentes cruzan el río Saskatchewan del sur en Saskatoon:
- Broadway Bridge
- Circle Drive Bridge
- Sidney L. Buckwold Bridge
- McDonald Bridge (ferrocarril)
- University Bridge
- Victoria Bridge
- Grand Trunk Bridge (ferrocarril)

La construcción de un cinturón de ronda para Saskatoon, Circle Drive, empezó a mediados de los años 60, pero hasta 2005, sólo se han completado sus tres cuartas partes.
En septiembre de 2005, la ciudad dio su aprobación a la instalación de cámaras infrarrojas en el cruce de Circle Drive y Avenue C North. La medida se tomó como consecuencia de registrarse en este punto la mayoría de las colisiones durante tres años consecutivos. Con la cámara las infracciones que se producen son multadas con 220.00. $ 

### Ferrocarriles
El Canadian Pacific Railway y el Canadian National Railway tienen conexiones en Saskatoon. Hay una estación del VIA Rail para pasajeros que viajan en ferrocarril. Las múltiples conexiones de transporte provinciales y la situación geográfica de Saskatoon dan a la ciudad uno de sus alias, The Hub City. El Museo del Ferrocarril de Saskatchewan está situado a las afueras de la ciudad.

### Aeropuertos
El Aeropuerto Internacional de Saskatoon John G. Diefenbaker se llama oficialmente el John G. Diefenbaker International Airport. Fue objeto de renovación en 2004 y es el más grande de la provincia, registrando más de 900 000 viajeros anualmente. El aeropuerto tiene muchos vueltos directos con las principales ciudades de Canadá, así como con Mineápolis, vía Northwest Airlines. En el invierno funcionan vuelos chartes con México.
El Saskatoon/Corman Air Park está situado al sudeste de Saskatoon y se utiliza básicamente para vuelos privados.

## Educación
El campus de la Universidad de Saskatchewan, está situado a lo largo de la orilla este del río Saskatchewan del sur y se extiende por 7,55 km². La universidad se fundó en 1907. Las primeras clases tuvieron lugar en el edificio Drinkle en el centro urbano de Saskatoon. La construcción del campus en su ubicación actual se inició en 1909, y todos los edificios originales con fachadas de piedra caliza se conservan actualmente. La universidad registra una asistencia anual de cerca de 19 000 estudiantes. La universidad alberga la Fuente de Luz Canadiense (Canadian Light Source), el único sincrotrón de Canadá.
El Colegio de Santo Tomás Moro es un colegio católico federado con la Universidad de Saskatchewan. Afiliados a la misma son el Seminario Teológico Luterano de Saskatoon, el Colegio Emmanuel, el St. Chaud, de la Iglesia Anglicana del Canadá, y el Colegio de San Andrés, de la Iglesia Unida del Canadá, todos los cuales están situados en el campus universitario.
El campus de Saskatoon de First Nations University of Canada está situado en Duke St, con su campus principal en Regina.
El Instituto de Ciencias Aplicadas y Tecnología de Saskatchewan (SIAST) en el campus Kelsey está situado en Idylwyld y 33rd Street. El campus se fundó en 1963. SIAST es un colegio que ofrece programas de negocios y agricultura, salud y ciencia, tecnología, industria, puericultura, servicios hospitalarios, servicios comunitarios y educación básica.
Saskatoon tiene 78 escuelas elementales y 10 escuelas superiores, que acogen alrededor de 37 000 estudiantes. Saskatoon tiene dos consejos escolares, el Saskatoon Public School Division y el Saskatoon Catholic School Division.

## Media locales

### Periódicos
- Saskatoon Star-Phoenix - diario
- Saskatoon Sun – semanal publicado por el Star-Phoenix
- Planet S – bisemanal independiente
- The Sheaf – periódico estudiantil de la Universidad de Saskatchewan
- The Neighbourhood Express mensual

### Emisoras de radio
- 540 AM - CBK, CBC Radio One
- 600 AM - CJWW, música country
- 650 AM - CKOM, noticias, comentarios
- 860 AM - CBKF, La Première Chaîne
- 850 AM - WAQT, Ecos de Canadá
- 90,5 FM - CFCR, radio de la comunidad
- 91,7 FM - CITT, información turística
- 92,9 FM - CFQC, música country (Hot 93)
- 95,1 FM - CFMC, (C95)
- 98,3 FM - CJMK, (Magic 98.3)
- 102,1 FM - CJDJ, (Rock 102)
- 104,1 FM - CIRN, MBC (comunidad First Nations)
- 105,5 FM - CBKS, CBC Radio Dos

### Emisoras de Televisión
- Canal 4: CFSK, Global Television Network
- Canal 7: (Cable) Saskatchewan Communications Network
- Canal 8: CFQC, CTV Television Network
- Canal 10: (Cable) Shaw Communications
- Canal 11: CBKST, CBC Television
- Canal 13: CBKFT-1, Télévision de Radio-Canadá

## Arte y cultura
La mayor instalación artística de Saskatoon es el Saskatoon Centennial Auditorium, redenominado como TCU Place a partir del 1 de enero de 2006, que está situado adyacente al núcleo urbano de la Midtown Plaza. Desde su apertura en 1967, ha albergado muchos conciertos, representaciones teatrales, eventos en vivo tales como el teletón Telemiracle, las ceremonias de graduación de las escuelas superiores y universitarias. También alberga la Sinfónica de Saskatoon. Recientemente se han realizado multimillonarias obras de renovación de su teatro principal y en 2005 se inició su expansión para añadir instalaciones para convenciones.
Para los conciertos de rock y los shows más importantes, la instalación mayor es el Credit Union Centre (antes Saskatchewan Place). Es la mayor “arena”, con una capacidad de 11 300 espectadores en acontecimientos deportivos y 14 000 para conciertos. Entre las actuaciones realizadas en el Credit Union Centre deben citarse las de Aerosmith, Elton John, KISS, Metallica, Guns N' Roses, Smashing Pumpkins, Garth Brooks, Cher, BB King, Britney Spears, Black Eyed Peas, Shania Twain y Velvet Revolver.
La Mendel Art Gallery está situada a orillas del río Saskatchewan del Sur. En sus 40 años de historia, su colección permanente ha crecido hasta alcanzar más de 5000 obras de arte.
Saskatoon también cuenta con el Western Development Museum. Este museo, uno de los cuatro en toda la provincia, documenta la vida de los primeros exploradores en Saskatchewan.
Saskatoon acoge muchos festivales y acontecimientos en verano, incluyendo los siguientes:
Shakespeare on the Saskatchewan Festival, el Saskatchewan Jazz Festival, el Northern Saskatchewan International Children's Festival, el Saskatoon International Fringe Festival, la FolkFest (un festival cultural), y el Canada Remembers Airshow.

## Deportes
El Saskatoon Blades, de la Liga de Hockey del Oeste, juega sus partidos en el Credit Union Centre.
Más de la mitad de los habitantes de Saskatoon manifiestan ser seguidores de los Saskatchewan Roughriders de la Canadian Football League (CFL). Los Roughriders juegan en Regina, pero son destacados por tener seguidores en todas las poblaciones de la Provincia de Saskatchewan (conocidos en Canadá como la Rider Nation o Nación Rider), descartando por completo la posibilidad de abrir una franquicia profesional de fútbol canadiense en la ciudad pese a ser más poblada que Regina, además que la ciudad no cuenta con un estadio en condiciones para recibir partidos profesionales ni con planes para construir uno o reformar el existente. Los Saskatoon Hilltops, de la Liga de Fútbol Canadiense Juvenil, juega sus partidos en el Gordie Howe Bowl. Los Hilltops han ganado 12 campeonatos nacionales juveniles en su historia.
El equipo de la liga menor de béisbol, Saskatoon Yellow Jackets, es miembro de la Liga de Béisbol Mayor del Oeste, jugando sus partidos en Cairns Field. Saskatoon cuenta con dos equipos profesionales: El Saskatchewan Rush, de la National Lacrosse League (NLL) de Estados Unidos, y los Saskatchewan Rattlers de la Canadian Elite Basketball League.

## Servicios de Policía
- Saskatoon Police Service
- Royal Canadian Mounted Police
- Corman Park Police Service

## Instalaciones penitenciarias
- Saskatoon Correctional Centre
- Regional Psychiatric Centre

## Ciudades hermanadas
| País           | Ciudad        | Estado / Región             | Desde |
| -------------- | ------------- | --------------------------- | ----- |
| Suecia         | Umeå          | Västerbotten                |       |
| China          | Shijiazhuang  | Hebei                       | 1985  |
| Alemania       | Colonia       | Renania del Norte-Westfalia |       |
| Finlandia      | Tampere       | Pirkanmaa                   |       |
| Ucrania        | Chernivtsi    | Chernivtsi                  | 1991  |
| Estados Unidos | Midland       | Texas                       |       |
| Japón          | Kitahiroshima | Hokkaido                    |       |
| Corea del Sur  | Ulsan         | Ulsan                       |       |
| Reino Unido    | Oxford        | Inglaterra                  |       |
| Afganistán     | Kabul         | Kabul                       |       |
| Irán           | Mehdishahr    | Semnan                      |       |